# Історія освоєння мінеральних ресурсів Індії

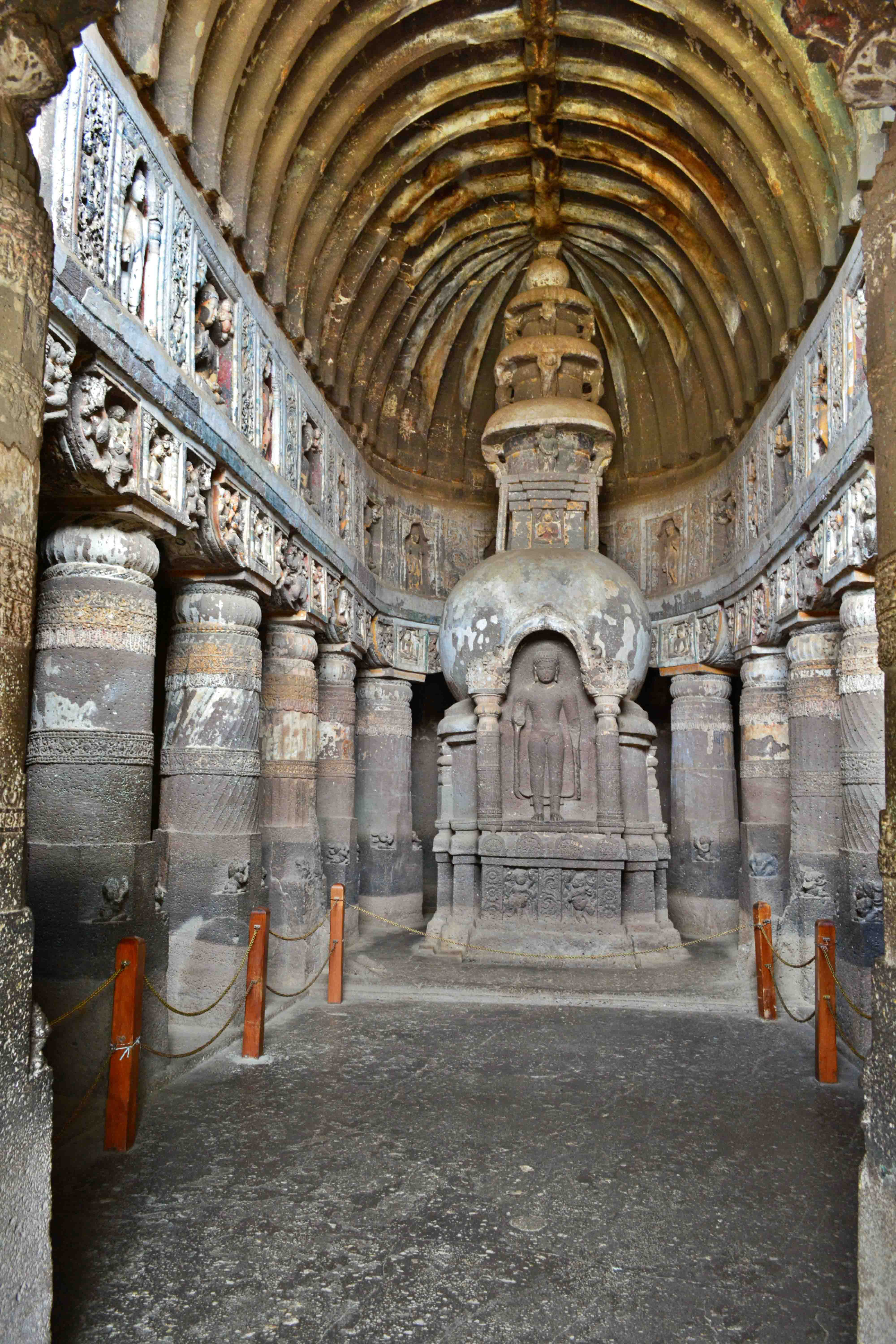
Печерний буддистський храм, висічений в скельному моноліті (V ст.), Аджанта

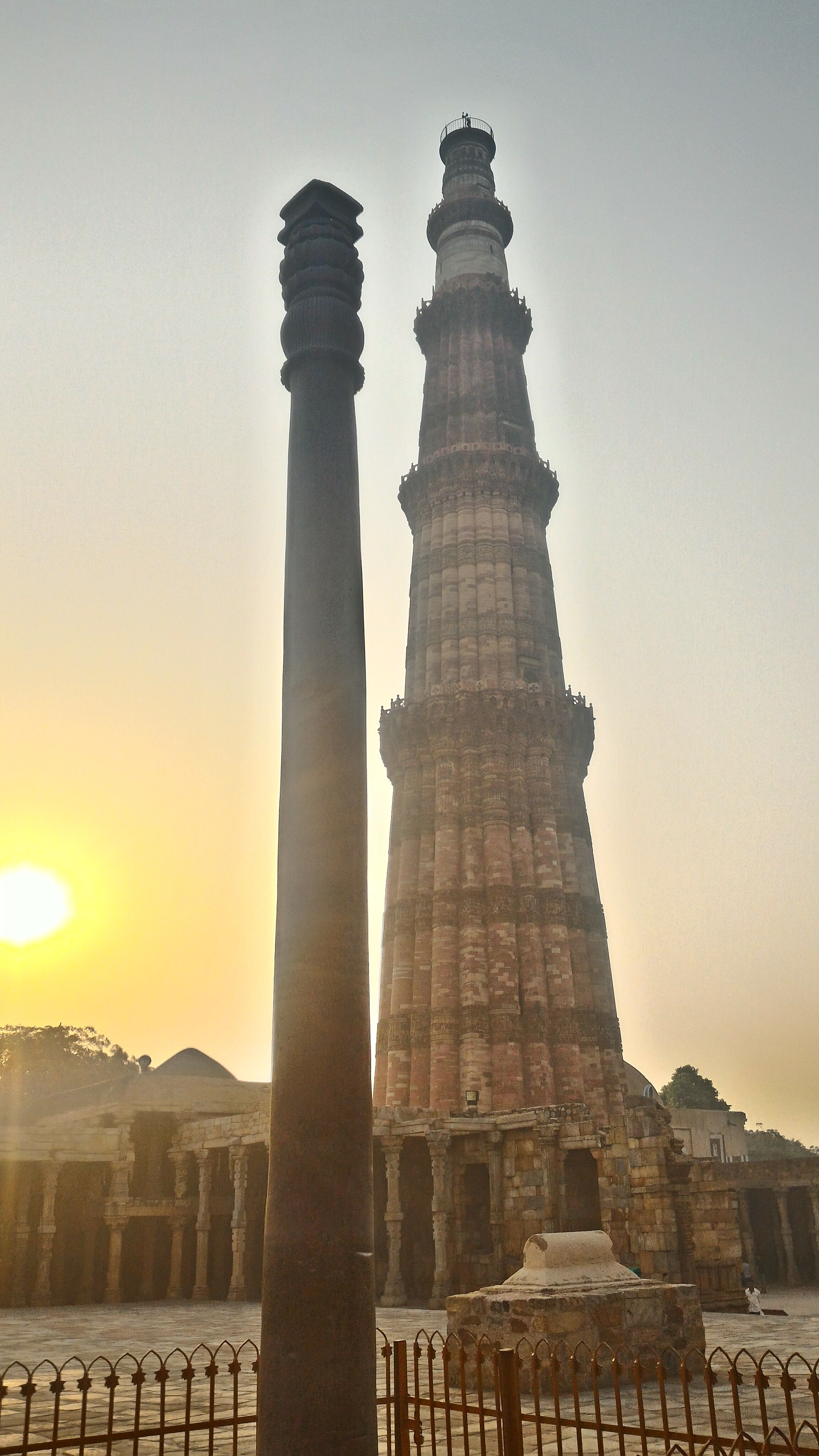
Залізна колона (зліва) в Делі (415 р.)

Історія освоєння мінеральних ресурсів Індії
Перші мідні знаряддя зустрічаються на території Індії наприкінці IV тис. до н.е (Белуджистан, долина Інду). Широке застосування мідних виробів відносять до Харапської цивілізації (XXIV — XVI ст. до н.е). В цей час родовища мідних руд розроблялися в Раджастхані, Пенджабі, передгір'ях Гімалаїв. Олов'яні руди разом зі срібними добували в Кулу. Недостатня кількість олова призвела до поширеного видобутку свинцю, цинку, арсену (для виробництва неолов'яних бронз) в Пенджабі та Південному Раджастхані. У другій половині II тис. до н.е розроблялися мідні родовища в районах сучасних Біхара та Орісси.
Залізні руди почали видобувати на межі III та II тис. до н.е з родовищ у передгір'ях Гімалаїв і Центральної Індії. На початку нової ери індійська сталь експортувалась навіть в країни Середземномор'я. Яскравою пам'яткою індійської металургії є 7,25-метрова колона з нержавіючого заліза в Делі (імовірно 415 р. по Різдву), а також залізні балки (довжиною 6 м) в багатьох храмах початку нашої ери.
У I тис. до н.е широко використовувалося золото для прикрас і як платіжний засіб. Згідно з Геродотом індійські сатрапії платили Ахеменидській імперії щорічну данину золотом, яке видобували з розсипних родовищ Центральної Індії.
Одним з найпоширеніших напрямків давнього індійського гірництва був видобуток дорогоцінних каменів: алмази (територія сучасних штатів Мадг'я-Прадеш, Голконда — див. зокрема Копальня «Панн»), агати, смарагди (Раджастхан), рубіни й сапфіри (Джамма і Кашмір). Експорт був таким значним, що в Древньому світі індійськими називали всі камені, привезені зі Сходу.
Для будівництва розробляли вапняк, мармур, пісковик, глини. З другої половини I тис. до н.е починається масштабне будівництво в скельних масивах підземних храмів, причому мистецтво обробки каменя досягає шедеврів (Махабаліпурам, Карлі, Аджанта, Кайласа Натха та ін.). Одна з технологій передбачала вирубування храмів в скельному моноліті зверху — вниз. Так було споруджено грандіозний «Храм на кам'яних слонах» (Кайласа). Будівельний колодязь мав розміри 100 на 60 м та глибину 30 м.
У I тисячоліття в Середньовіччі видобували руди міді (Раджпутан), заліза, (Центральна Індія), свинцю й цинку (Тараграські рудники), а також — золото і срібло (за грецьким істориком Ктесієм). Селітру (для виробництва пороху) розробляли в Гуджараті, Бенгалії, Біхарі. До вичерпання родовищ алмазів (кінець XVII ст.) продовжувався їх масштабний видобуток. З XVIII ст. починається розробка вугілля (Раніганджа), а в XIX ст. в Бенгалії створюється потужна вугледобувна компанія «Bengal coal compani».
У XIX ст. за допомоги англійців закладені основи металургійної галузі на кам'яновугільному коксі. В середині XIX ст. будуються великі кар'єри з видобутку вапняку (Ассам, [Пенджаб], Мадрас), мармуру (Банкур). З 1880 р. видобувають слюду (Біхарський слюдоносний район), а також алмази, корунд, магнезит, арсенові руди, графіт, гіпс. З 1890 р. почали видобувати нафту (родовище Дигбой в Ассамі).
У 1900 р. видобуток вугілля склав 6 млн т.
В сучасній Індії розвідані значні запаси руд заліза, алюмінію, титану, рідкісних металів, слюди. У її надрах є також родовища нафти, вугілля, руд золота, міді, свинцю і цинку, бариту, флюориту, графіту, кіаніту, гіпсу, солей, фосфатів, дорогоцінних каменів (алмазів, смарагдів, аквамаринів, сапфірів та ін.). В кінці XX ст. в гірничій галузі зайнято близько 1 млн чол. Основна продукція — кам'яне вугілля з Біхару, Мадхья-Прадеш і Західної Бенгалії, нафта з Ассама і Гуджарата (де розробляються також шельфові родовища), залізняк з Біхару, Орісси і західної Махараштри, а також вапняк. Індія входить до числа провідних світових продуцентів залізної, хромової та марганцевої руд, слюди і магнезиту. Видобуток руд міді, свинцю і цинку забезпечує потреби країни лише частково. В структурі гірничодобувної промисловості переважає паливно-енергетична галузь (близько 60 %), гірничорудна складає третину, решта — гірничохімічна промисловість.
Підготовку кадрів гірничо-геологічного профілю здійснюють в Індійській школі гірничої справи (1926 р.), а також в Османському і Пунському університетах, в Кхарагпурському технологічному інституті. У багатьох університетах країни працюють спеціальні відділення геології і гірництва. Слід відзначити історичний внесок Азійського товариства Бенгалії (Калькутта, 1784 р.), яке започаткувало гірничу науку й геологічні дослідження в Індії.